# Lawrence Andreasen
Lawrence „Larry“ Edwin Andreasen (* 13. November 1945 in Long Beach, Kalifornien; † 26. Oktober 1990 in Los Angeles, Kalifornien) war ein Wasserspringer aus den Vereinigten Staaten. Er gewann bei den Olympischen Spielen 1964 die Bronzemedaille im Kunstspringen.

## Karriere
Lawrence Andreasen gewann 1963 den Meistertitel der Amateur Athletic Union vom Drei-Meter-Brett. Im Jahr darauf gewannen bei den Olympischen Spielen in Tokio drei Springer aus den Vereinigten Staaten die Medaillen vom Drei-Meter-Brett. Es siegte Kenneth Sitzberger vor Frank Gorman. Andreasen sicherte sich die Bronzemedaille knapp vor Hans-Dieter Pophal aus der DDR. Andreasen sprang zunächst für das Cerritos Junior College und dann für den Commerce Swim Club.
In den 1980er Jahren verlegte sich Lawrence Andreasen auf das Springen von hohen Brücken und er wollte unbedingt einen Rekord aufstellen. 1988 sprang er in Long Beach von der Gerald Desmond Bridge, der Sprung aus 48 Metern war aber noch kein Rekord. In den nächsten beiden Jahren hinderte ihn mehrfach die Polizei an einem Sprung vom Westturm der Vincent Thomas Bridge im Hafen von Los Angeles. Am 26. Oktober 1990 führte Andreasen dann diesen Sprung durch. Allerdings überlebte er den Sprung aus 117 Metern Höhe nicht. Seine Leiche wurde einige Stunden nach dem Sprung geborgen. Die Behörden stuften den Sprung als missglückten Rekordversuch und nicht als Selbstmord ein.